# Peppe Femling
Peppe Femling (Gävle, 24 maart 1992) is een Zweeds voormalig biatleet. Hij vertegenwoordigde zijn land op de Olympische Winterspelen 2018 in Pyeongchang en de Olympische Winterspelen 2022 in Peking. Hij werd in 2018 Olympisch kampioen in de 4×7,5 km estafette met het Zweedse team.

## Carrière
Op 1 maart 2014 maakte Femling zijn debuut in de wereldbeker met een 89ste plaats in de 10 km sprint in Oberhof. In het seizoen 2014/2015 zijn eerste punten in de wereldbeker met een 21ste plaats in de 20 km individueel in Oslo-Holmenkollen dat seizoen nam hij ook voor het eerst deel aan de wereldkampioenschappen in Kontiolahti. Waar hij als beste resultaat een 16de plaats in de gemengde estafette samen met Elisabeth Hoegberg, Mona Brorsson en Fredrik Lindström.
Femling behaalde zijn grootste succes met het winnen van de olympische gouden medaille, samen met Jesper Nelin, Sebastian Samuelsson en Fredrik Lindström tijdens de Olympische Winterspelen 2018 in het Zuid-Koreaanse Pyeongchang. In het seizoen 2018/2019 behaalde Femling zijn eerste wereldbekerzege samen met Martin Ponsiluoma, Torstein Stenersen en Sebastian Samuelsson in de 4×7,5 km estafette van Hochfilzen.
Op de Wereldkampioenschappen biatlon 2021 in Pokljuka pakte Femling samen met Jesper Nelin, Martin Ponsiluoma en Sebastian Samuelsson zilver in de estafette.
In 2022 nam Femling voor een tweede maal deel aan de Olympische Winterspelen, hij behaalde met een 5de plaats in de estafette met Nelin, Ponsiluoma en Samuelsson een 5de plaats in de estafette. Het volgende jaar won datzelfde viertal brons op de 4×7,5 km estafette op de Wereldkampioenschappen biatlon. 

## Belangrijkste resultaten

### Olympische Winterspelen
| Jaar | Plaats      | Onderdeel   | Onderdeel | Onderdeel     | Onderdeel  | Onderdeel | Onderdeel          |
| Jaar | Plaats      | Individueel | Sprint    | Achtervolging | Massastart | Estafette | Gemengde estafette |
| ---- | ----------- | ----------- | --------- | ------------- | ---------- | --------- | ------------------ |
| 2018 | Pyeongchang | –           | 32e       | 42e           | –          | ↑         | –                  |
| 2022 | Peking      | 40e         | 64e       | –             | –          | 5e        | –                  |

### Wereldkampioenschappen
| Jaar | Plaats        | Onderdeel   | Onderdeel | Onderdeel     | Onderdeel  | Onderdeel | Onderdeel          | Onderdeel                 |
| Jaar | Plaats        | Individueel | Sprint    | Achtervolging | Massastart | Estafette | Gemengde estafette | Single gemengde estafette |
| ---- | ------------- | ----------- | --------- | ------------- | ---------- | --------- | ------------------ | ------------------------- |
| 2015 | Kontiolahti   | 62e         | —         | 78e           | —          | 18e       | 16e                |                           |
| 2016 | Oslo          | 37e         | —         | —             | —          | 7e        | —                  |                           |
| 2017 | Hochfilzen    | —           | —         | —             | —          | —         | —                  |                           |
| 2019 | Östersund     | 67e         | 86e       | —             | —          | —         | —                  | —                         |
| 2020 | Rasen-Antholz | 17e         | 20e       | 16e           | 22e        | 10e       | —                  | —                         |
| 2021 | Pokljuka      | 15e         | 30e       | 36e           | 26e        | Zilver    | –                  | –                         |
| 2023 | Oberhof       | 79e         | 27e       | 25e           | 30e        | Brons     | –                  | –                         |

### Wereldkampioenschappen junioren
| Jaar | Plaats       | Onderdeel   | Onderdeel | Onderdeel     | Onderdeel |
| Jaar | Plaats       | Individueel | Sprint    | Achtervolging | Estafette |
| ---- | ------------ | ----------- | --------- | ------------- | --------- |
| 2012 | Kontiolahti  | 70e         | 35e       | 43e           | 12e       |
| 2013 | Obertilliach | –           | 82e       | –             | –         |

### Wereldbeker
Eindklasseringen
| Seizoen   | Algemeen | Individueel | Sprint | Achtervolging | Massastart |
| --------- | -------- | ----------- | ------ | ------------- | ---------- |
| 2013/2014 | –        | –           | –      | –             | –          |
| 2014/2015 | 75e      | 42e         | –      | –             | –          |
| 2015/2016 | 102e     | 62e         | –      | –             | –          |
| 2016/2017 | 83e      | 48e         | –      | –             | –          |
| 2017/2018 | –        | –           | –      | –             | –          |
| 2018/2019 | 67e      | 33e         | –      | 81e           | –          |
| 2019/2020 | 46e      | 36e         | 53e    | 38e           | 42e        |
| 2020/2021 | 38e      | 39e         | 34e    | 42e           | 43e        |
| 2021/2022 | 47e      | –           | 51e    | 37e           | –          |
| 2022/2023 | 45e      | 38e         | 53e    | 43e           | –          |

Wereldbekerzeges
| Nr.       | Datum            | Plaats     | Onderdeel          |
| Estafette | Estafette        | Estafette  | Estafette          |
| --------- | ---------------- | ---------- | ------------------ |
| 1.        | 16 december 2018 | Hochfilzen | 4×7,5 km estafette |
| 2.        | 13 december 2020 | Hochfilzen | 4×7,5 km estafette |